# Sokilnyky (obwód kirowohradzki)
Sokilnyky (ukr. Сокільники) – wieś na Ukrainie, w obwodzie kirowohradzkim, w rejonie kropywnyckim, w hromadzie Znamjanka. W 2001 liczyła 43 mieszkańców.